# Kastamonina
Kastamonina es un género de foraminífero bentónico de la subfamilia Amijellinae, de la familia Hauraniidae, de la superfamilia Pfenderinoidea, del suborden Orbitolinina y del orden Loftusiida. Su especie tipo es Kastamonina abanica. Su rango cronoestratigráfico abarca desde el Kimmeridgiense hasta el Portlandiense (Jurásico superior).

## Discusión
Clasificaciones previas incluían Kastamonina en la subfamilia Choffatellinae de la familia (Cyclamminidae de la superfamilia Loftusioidea , así como en el suborden Textulariina del orden Textulariida o en el orden Lituolida.

## Clasificación
Kastamonina incluye a la siguiente especie:
- Kastamonina abanica †